# Allsvenskan (Schach) 1950/51
Die Allsvenskan 1950/51 war die erste schwedische Mannschaftsmeisterschaft im Schach (Allsvenskan).

## Modus
Die teilnehmenden Mannschaften wurden nach geographischen Gesichtspunkten in die drei Vorrunden nordsvensk (Norden), mellansvensk (Mitte) und sydsvensk (Süden) eingeteilt.
Die Vorrunden wurden im K.-o.-System ausgetragen, die Sieger der Vorrunden bestritten ein einfaches Rundenturnier.

## Teilnehmer
Jeder Distrikt durfte eine Mannschaft stellen (entweder eine Distriktauswahl oder eine Vereinsmannschaft).
Insgesamt nahmen 18 Mannschaften teil (15 Distriktauswahlen und 3 Vereine), die wie folgt auf die Vorrunden verteilt wurden:
| Nordsvensk             | Mellansvensk          | Sydsvensk              |
| ---------------------- | --------------------- | ---------------------- |
| Norra Ångermanlands SF | Dalarnas SF           | SK Kamraterna Göteborg |
| Södra Ångermanlands SF | Gästriklands SF       | Skånes SF              |
| Jämtlands SF           | Gotlands SF           | Nordskånes SF          |
| Medelpads SF           | Örebro Schacksällskap | Smålands SF            |
| Norrbottens SF         | Wasa SK               | Västergötlands SF      |
| Norra Västerbottens SF | Värmlands SF          |                        |
| Södra Västerbottens SF |                       |                        |

## Vorrunde

### Nordsvenska Serien

#### Übersicht
|  | Viertelfinale              | Viertelfinale              |  |  | Halbfinale               | Halbfinale               |   |  | Finale | Finale |
|  |                            |                            |  |  |                          |                          |   |  |        |        |
|  | 29. Oktober – Sundsvall    |                            |  |  |                          |                          |   |  |        |        |
|  | Medelpads SF               | 3½                         |  |  | 19. November – Sollefteå | 19. November – Sollefteå |   |  |        |        |
|  | Södra Ångermanlands SF     | 6½                         |  |  | Södra Ångermanlands SF   | 4½                       |   |  |        |        |
|  |                            |                            |  |  | Jämtlands SF             | 5½                       |   |  |        |        |
|  | Jämtlands SF               |                            |  |  | 18. Februar – Östersund  | 18. Februar – Östersund  |   |  |        |        |
|  | Freilos                    |                            |  |  | Jämtlands SF             | 4                        |   |  |        |        |
|  | 29. Oktober – Sollefteå    | 29. Oktober – Sollefteå    |  |  |                          | Norrbottens SF           | 6 |  |        |        |
|  | Norra Västerbottens SF     | 2½                         |  |  | 19. November – Luleå     | 19. November – Luleå     |   |  |        |        |
|  | Norrbottens SF             | 7½                         |  |  | Norrbottens SF           | 6½                       |   |  |        |        |
|  | 29. Oktober – Örnsköldsvik | 29. Oktober – Örnsköldsvik |  |  | Södra Västerbottens SF   | 3½                       |   |  |        |        |
|  | Norra Ångermanlands SF     | 4                          |  |  |                          |                          |   |  |        |        |
|  | Södra Västerbottens SF     | 6                          |  |  |                          |                          |   |  |        |        |

#### Entscheidungen
|  | qualifiziert für die Endrunde: Norrbottens SF |

#### 1. Runde
In der 1. Runde landeten die Auswahlmannschaften aus Norrbotten gegen Norra Västerbotten sowie aus Södra Ångermanland gegen Medelpad klare Siege, während sich Södra Västerbotten gegen Norra Ångermanland nur knapp durchsetzte. Als vierte Mannschaft erreichte die Jämtländer Auswahl durch ein Freilos die 2. Runde.

#### 2. Runde
In der 2. Runde gelang Norrbotten gegen Södra Västerbotten der nächste klare Sieg, während der Sieg Jämtlands gegen Södra Ångermanland knapp ausfiel.

#### 3. Runde
Der Wettkampf zwischen Jämtland und Norrbotten war hart umkämpft und sah am Ende die Gäste siegreich.

### Mellansvenska Serien

#### Übersicht
|  | Viertelfinale                     | Viertelfinale                     |  |  | Halbfinale                 | Halbfinale                 |    |  | Finale | Finale |
|  |                                   |                                   |  |  |                            |                            |    |  |        |        |
|  |                                   |                                   |  |  |                            |                            |    |  |        |        |
|  | Gästriklands SF                   |                                   |  |  | 19. November – Sandviken   | 19. November – Sandviken   |    |  |        |        |
|  | Freilos                           |                                   |  |  | Gästriklands SF            | 3½                         |    |  |        |        |
|  | 29. Oktober/10. Dezember – Avesta | 29. Oktober/10. Dezember – Avesta |  |  | Dalarnas SF                | 6½                         |    |  |        |        |
|  | Dalarnas SF                       | 5/5½                              |  |  | 18. Februar – Hedemora     | 18. Februar – Hedemora     |    |  |        |        |
|  | Wasa SK                           | 5/4½                              |  |  | Dalarnas SF                | 5½                         |    |  |        |        |
|  | 29. Oktober – Kristinehamn        | 29. Oktober – Kristinehamn        |  |  |                            | Gotlands SF                | 3½ |  |        |        |
|  | Värmlands SF                      | 4½                                |  |  | 19. November – telefonisch | 19. November – telefonisch |    |  |        |        |
|  | Örebro Schacksällskap             | 5½                                |  |  | Örebro SS                  | 4                          |    |  |        |        |
|  |                                   |                                   |  |  | Gotlands SF                | 6                          |    |  |        |        |
|  | Gotlands SF                       |                                   |  |  |                            |                            |    |  |        |        |
|  | Freilos                           |                                   |  |  |                            |                            |    |  |        |        |

#### Entscheidungen
|  | qualifiziert für die Endrunde: Dalarnas SF |

#### 1. Runde
In der 1. Runde hatten die Auswahlmannschaften aus Gotland und Gästrikland Freilose, während die beiden gespielten Wettkämpfe hart umkämpft waren. Die Örebro Schacksällskap gewann knapp gegen Värmlands Auswahl, während der Wettkampf zwischen der Auswahl Dalarnas und dem Wasa SK keinen Sieger fand. Im Wiederholungsspiel verzichtete der Wasa SK auf sein Heimrecht und reiste erneut nach Avesta, und diesmal konnte sich Dalarna knapp durchsetzen.

#### 2. Runde
Obwohl Dalarna noch das Wiederholungsspiel aus der 1. Runde gegen den Wasa SK zu bestreiten hatte, traten sie bereits zur 2. Runde gegen Gästrikland an und gewannen deutlich. Im telefonisch ausgetragenen Wettkampf zwischen Örebro SS und Gotland mussten fünf Partien abgebrochen werden. Vor Abbruch führte Örebro mit 3:2, die Abschätzung der Partien sah jedoch Gotland als Sieger.

#### 3. Runde
Der Wettkampf zwischen Dalarna und Gotland war hart umkämpft, am Ende siegten die Gastgeber. Eine Partie wurde abgebrochen, ihr Ausgang war nicht mehr von Bedeutung.

### Sydsvenska Serien

#### Übersicht
|  | Viertelfinale           | Viertelfinale           |  |  | Halbfinale              | Halbfinale              |    |  | Finale | Finale |
|  |                         |                         |  |  |                         |                         |    |  |        |        |
|  |                         |                         |  |  |                         |                         |    |  |        |        |
|  | SK Kamraterna Göteborg  |                         |  |  | 19. November – Göteborg | 19. November – Göteborg |    |  |        |        |
|  | Freilos                 |                         |  |  | SK Kamraterna Göteborg  | 4                       |    |  |        |        |
|  |                         |                         |  |  | Västergötlands SF       | 6                       |    |  |        |        |
|  | Västergötlands SF       |                         |  |  | 18. Februar – Borås     | 18. Februar – Borås     |    |  |        |        |
|  | Freilos                 |                         |  |  | Västergötlands SF       | 4½                      |    |  |        |        |
|  |                         |                         |  |  |                         | Skånes SF               | 5½ |  |        |        |
|  | Skånes SF               |                         |  |  | 19. November – Malmö    | 19. November – Malmö    |    |  |        |        |
|  | Freilos                 |                         |  |  | Skånes SF               | 5½                      |    |  |        |        |
|  | 29. Oktober – Huskvarna | 29. Oktober – Huskvarna |  |  | Smålands SF             | 4½                      |    |  |        |        |
|  | Smålands SF             | 6                       |  |  |                         |                         |    |  |        |        |
|  | Nordskånes SF           | 3                       |  |  |                         |                         |    |  |        |        |

#### Entscheidungen
|  | qualifiziert für die Endrunde: Skånes SF |

#### 1. Runde
In der 1. Runde wurde nur ein Wettkampf gespielt, in dem sich die Auswahl aus Småland gegen Nordskåne deutlich durchsetzte. Eine Partie wurde abgebrochen, für den Ausgang des Wettkampfes war diese bedeutungslos. Durch Freilose erreichte der SK Kamraterna Göteborg sowohl die Auswahlmannschaften Västergötlands und Skånes die nächste Runde.

#### 2. Runde
In der 2. Runde waren beide Wettkämpfe hart umkämpft, am Ende siegten Västergötland gegen den SK Kamraterna Göteborg und Skåne gegen Småland.

#### 3. Runde
In der 3. Runde wurde beim Stand von 5:4 für Skåne die Partie am Spitzenbrett abgebrochen. Die Partie wurde von Allan Werle als remis abgeschätzt, so dass Skåne die Endrunde erreichte.

### Endrunde

#### Ort und Datum
Die Endrunde fand vom 1. bis 3. Mai in Stockholm statt.

#### Turnierverlauf
In der 1. Runde endete der Wettkampf zwischen Skåne und Dalarna mit 5:5. Anschließend besiegte zunächst Dalarna und anschließend Skåne die Auswahl aus Norrbotten; da Dalarna höher gewann, waren sie schwedischer Mannschaftsmeister.

### Abschlusstabelle
| Pl. | Verein         | Sp | G | U | V | MP  | Brett-P. |
| --- | -------------- | -- | - | - | - | --- | -------- |
| 01. | Dalarnas SF    | 2  | 1 | 1 | 0 | 3:1 | 11,5:8,5 |
| 02. | Skånes SF      | 2  | 1 | 1 | 0 | 3:1 | 10,5:9,5 |
| 03. | Norrbottens SF | 2  | 0 | 0 | 2 | 0:4 | 8,0:12,0 |

#### Entscheidungen
|  | schwedischer Mannschaftsmeister: Dalarnas SF |

### Kreuztabelle
| Ergebnisse | Ergebnisse     | 01. | 02. | 03. |
| ---------- | -------------- | --- | --- | --- |
| 01.        | Dalarnas SF    |     | 5   | 6½  |
| 02.        | Skånes SF      | 5   |     | 5½  |
| 03.        | Norrbottens SF | 3½  | 4½  |     |

## Die Meistermannschaft
| 1.            | Dalarnas SF |
| Schachfiguren | Sven Buskenström, Martin Johansson, Berndt Willborg, Johan Axel Åkerblom, R. Jansson, Gustaf Granlund, Holger Nordström, Emil Eriksson, Gustaf Westin, Erik Forsgren, Sven Olsson. |